# 날개다랑어
날개다랑어(학명: Thunnus alalunga)는 고등어과에 속하는 물고기이다. 전 대양(태평양, 대서양, 인도양)의 열대 및 온대 해역(북위 45~50°, 남위 30~40°)에 광범위하게 분포한다.

## 형태
몸은 대형으로 기타 다랑어류와 달리 몸 후반부의 체고가 높다. 제2등지느러미는 낫 모양으로, 제1등지느러미보다 높이가 낮다. 가슴지느러미는 현저히 길어서 말단부가 뒷지느러미 기저의 말단부보다 더 뒤쪽에 위치한다. 꼬리지느러미는 초승달 모양을 하고 있다.

## 체색
몸 등쪽은 암청색을 띠지만 배쪽으로 서서히 밝아진다. 제1등지느러미는 선명한 황색을 띠며, 제1등지느러미와 뒷지느러미는 연한 황색을 띤다. 뒷지느러미 뒤쪽의 토막지느러미는 어둡고, 꼬리지느러미 뒷가장자리는 희다.

## 생태
표층 근처에서부터 중층(일반적으로 380m, 최대 600m까지 내려감)에 주로 서식하나, 수온 15.6~19.4 °C의 표층에 가장 많이 서식한다. 깊은 수심에 살고 있는 큰 개체는 13.5~25.2 °C에 많이 산다. 대서양의 경우 큰 개체는 냉수역에 작은 개체는 열대 해역에 많이 서식한다. 태평양과 대서양에서는 북반구와 남반구의 두 계군으로 크게 나뉜다. 다른 다랑어류와 군집을 이루어 이동을 하기도 한다. 최대 체장 127cm, 체중 40kg까지 성장한다. 미성숙한 어류의 성비는 1:1 정도이나, 성숙한 개체는 수컷이 많다.

## 참고자료
- 2008 원양산업통계연보 (한국원양산업협회 발간)